# Caudebec-en-Caux
Caudebec-en-Caux is een plaats en voormalige gemeente in het Franse departement Seine-Maritime in de regio Normandië en telt 2331 inwoners (2005).
Op 1 januari 2016 fuseerde de gemeente met Saint-Wandrille-Rançon en Villequier tot de huidige gemeente Rives-en-Seine. Deze gemeente maakt deel uit van het arrondissement Rouen.

## Geschiedenis
De naam van deze (Normandische!) plaats is gegeven door de Normandiërs, en is Oudnoords: kaldr bekkr twee algemeen Germaanse woorden met de betekenis: koud en beek. Caudebec betekent in het Nederlands dus inderdaad: koude beek.

## Geografie
De oppervlakte van Caudebec-en-Caux bedraagt 4,9 km², de bevolkingsdichtheid is 475,7 inwoners per km². De plaats ligt aan de Seine.
De onderstaande kaart toont de ligging van Caudebec-en-Caux met de belangrijkste infrastructuur en aangrenzende gemeenten.

## Demografie
Onderstaande figuur toont het verloop van het inwonertal (bron: INSEE-tellingen).

## Afbeeldingen

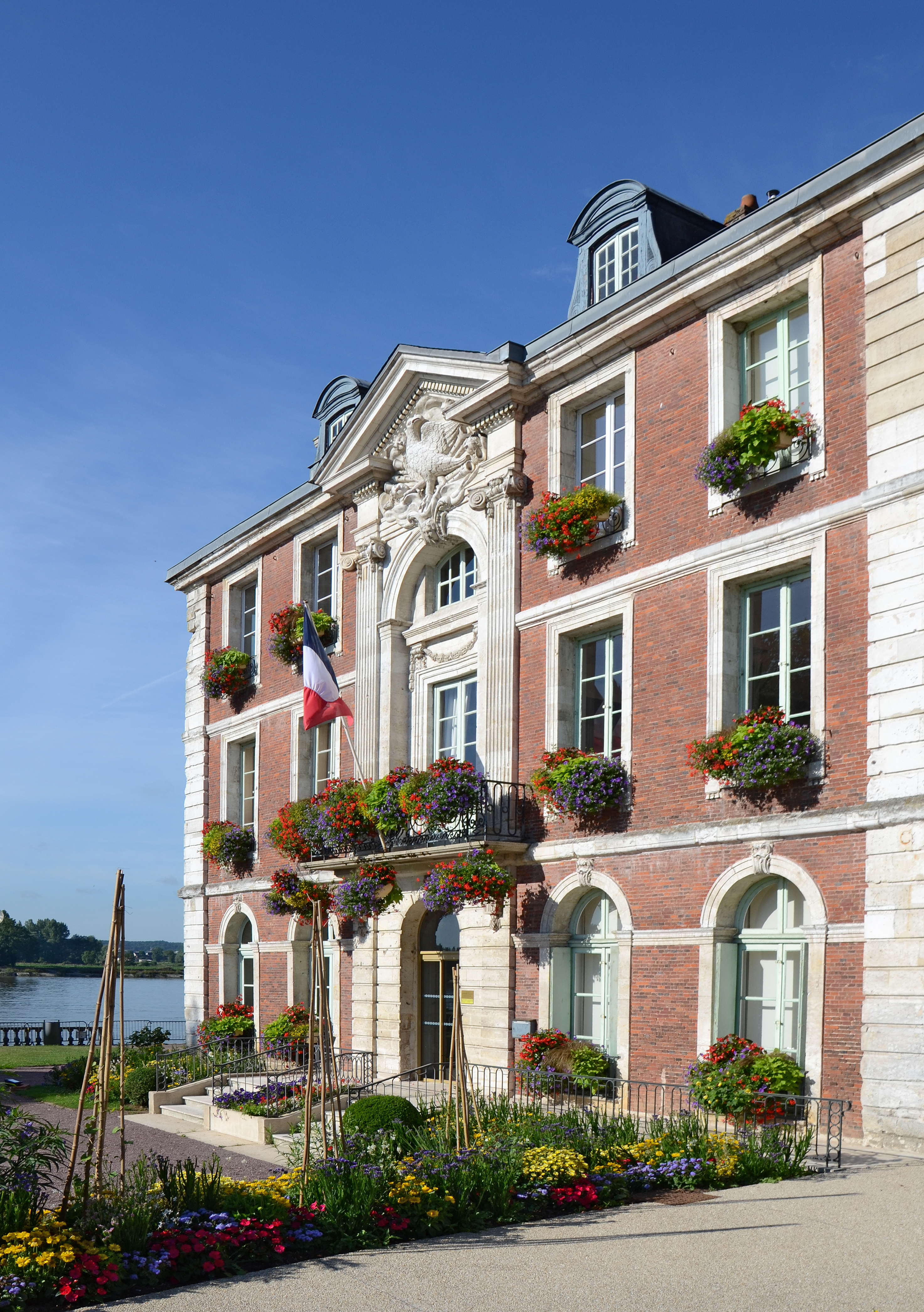
Gemeentehuis van Caudebec-en-Caux
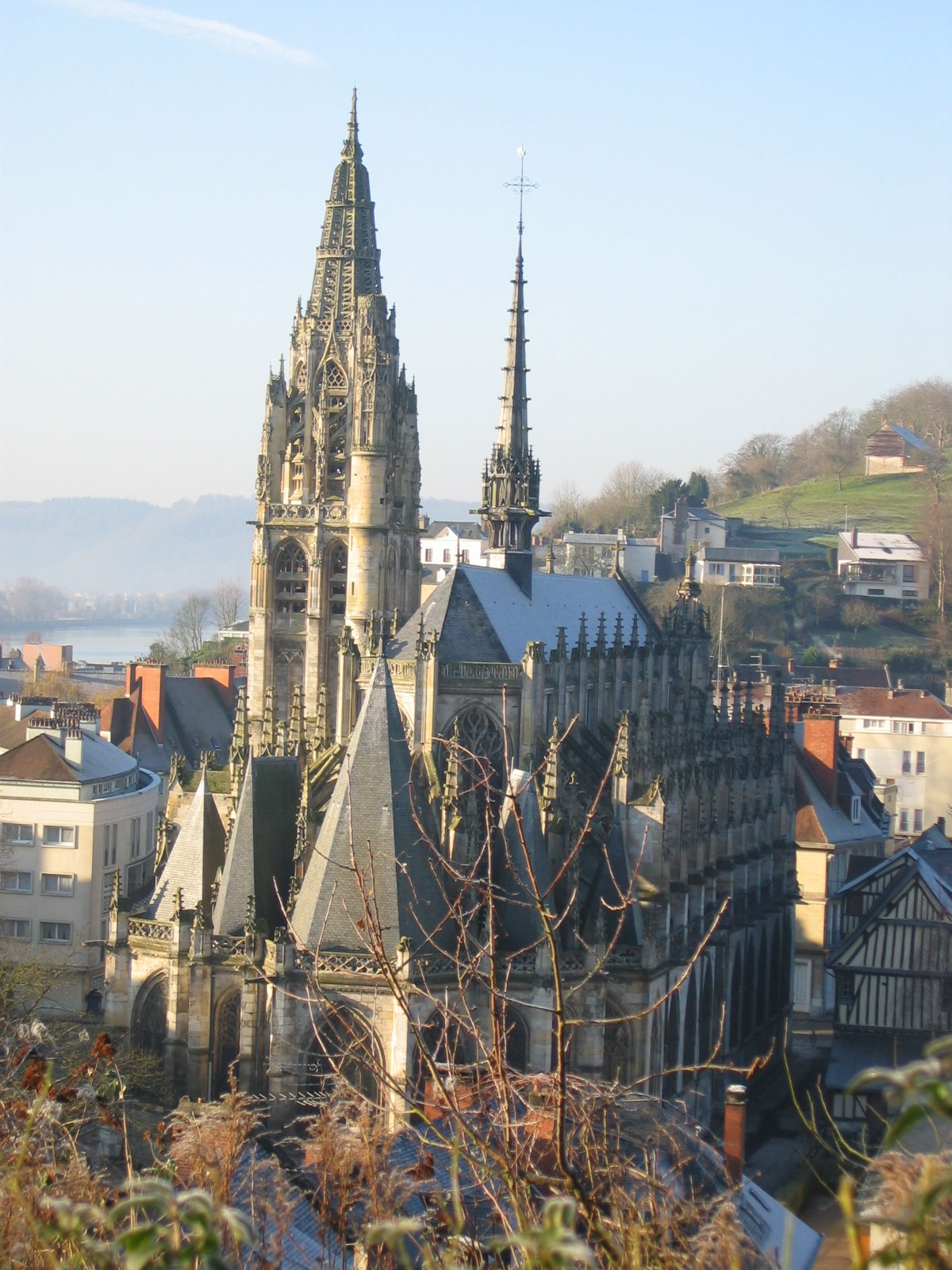
De Notre-Dame kerk
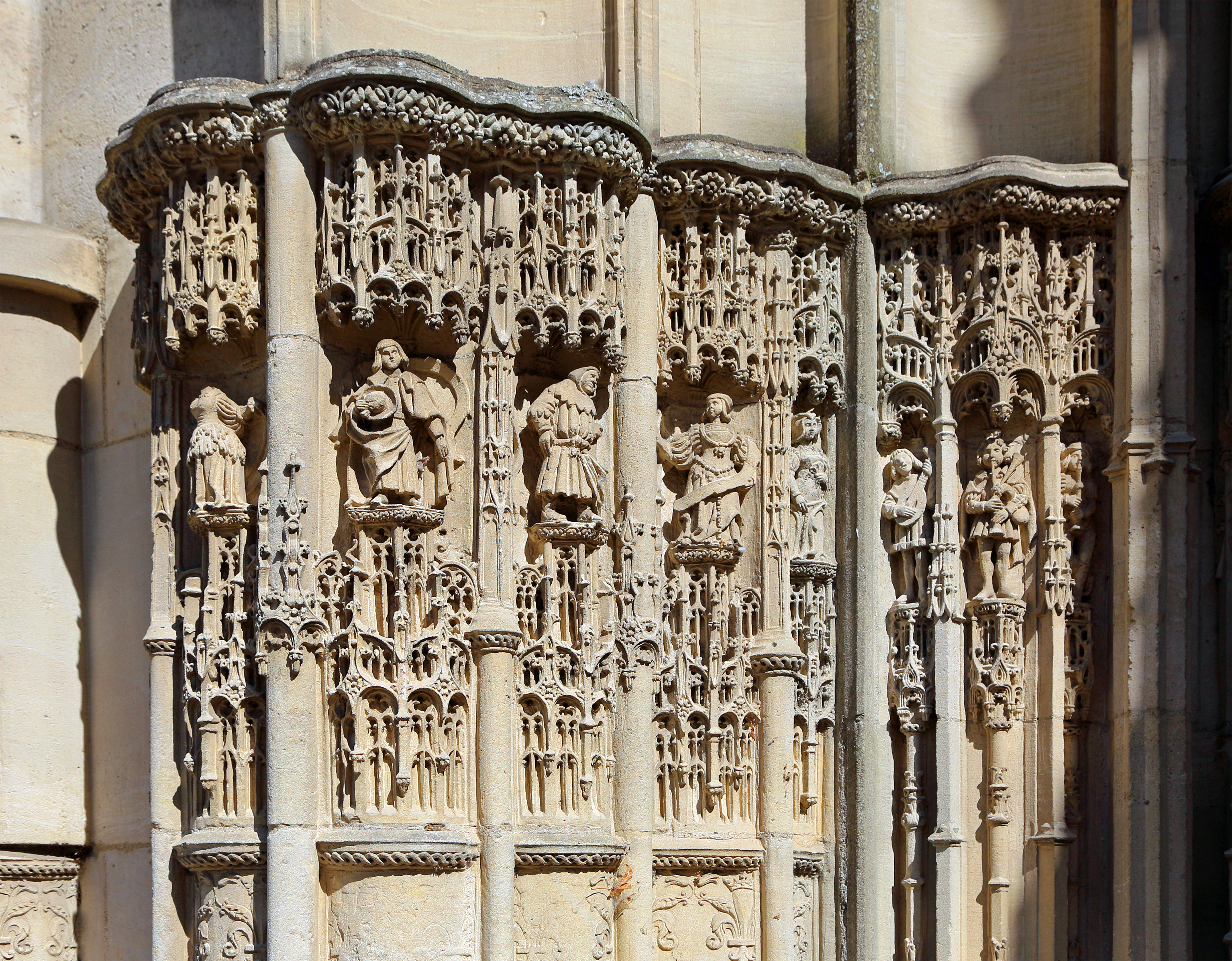
Notre-Dame kerk: detail van het portaal
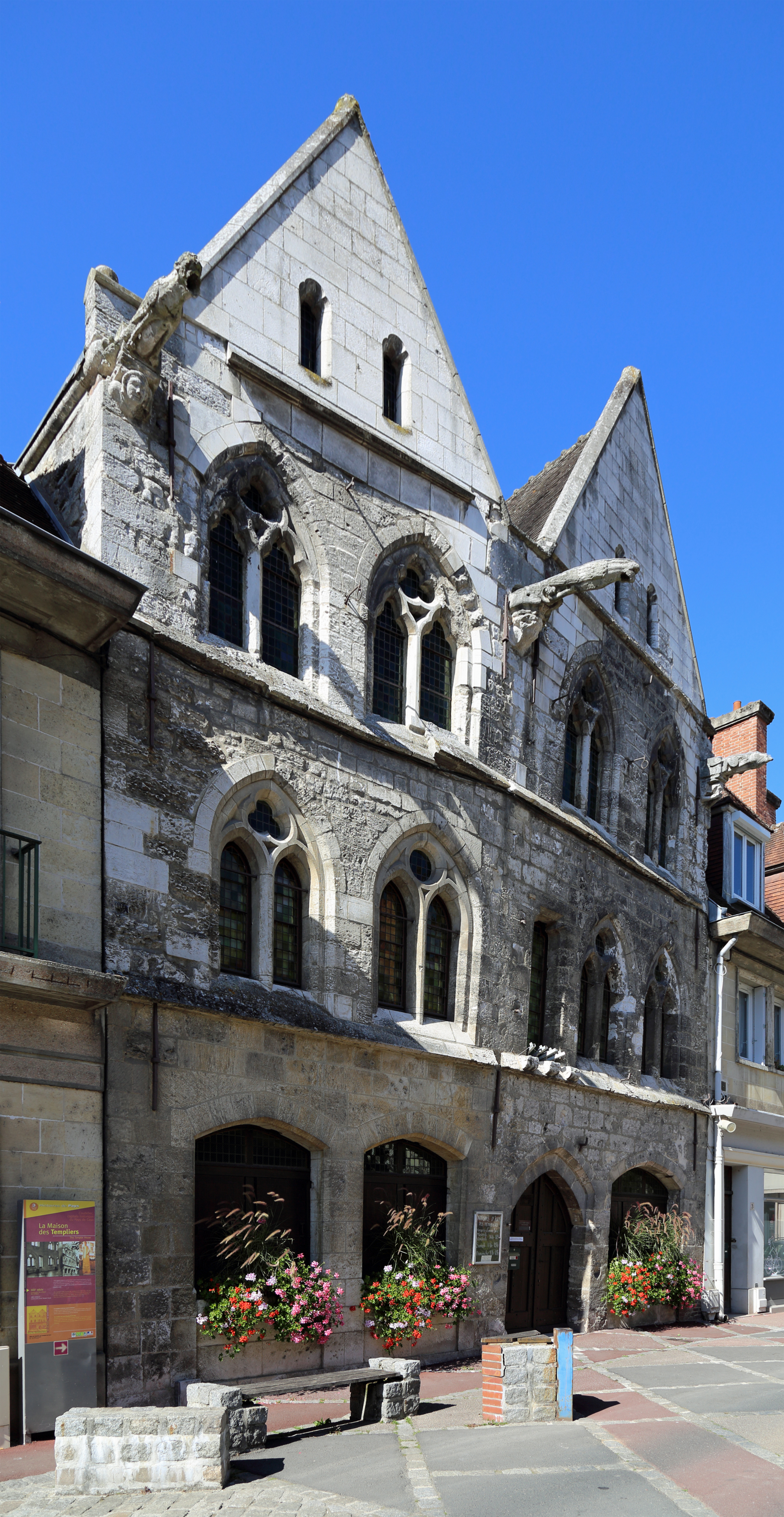
Huis van de Tempeliers (historisch monument)
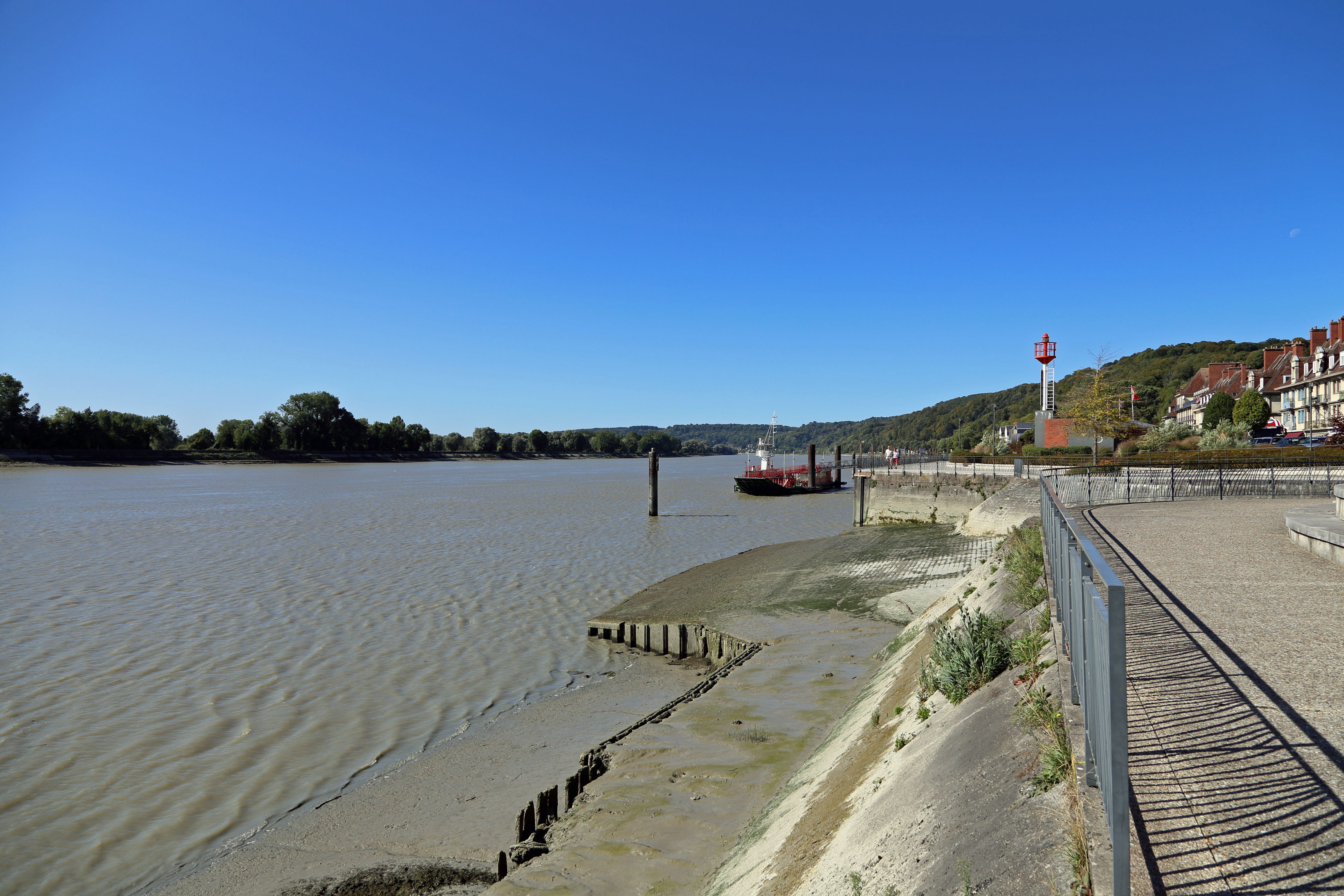
De oever van de Seine in Caudebec-en-Caux